# Franz Beckenbauer
Franz Anton Beckenbauer (AFI: [ˈfʁants ˈantoːn ˈbɛkŋ̍ˌbaʊɐ]; Monaco di Baviera, 11 settembre 1945 – Salisburgo, 7 gennaio 2024) è stato un calciatore, allenatore di calcio e dirigente sportivo tedesco, di ruolo difensore.
Soprannominato il Kaiser, è considerato uno dei più grandi giocatori della storia del calcio. Occupa la 4ª posizione nella speciale classifica dei migliori calciatori del XX secolo pubblicata dalla rivista World Soccer e la 3ª posizione nell'omonima lista pubblicata dall'IFFHS. Nel marzo del 2004 Pelé lo ha anche inserito nella FIFA 100, la lista dei 125 migliori calciatori viventi, redatta in occasione del Centenario della FIFA. A livello individuale ha ottenuto inoltre per due volte il Pallone d'oro, nel 1972 e nel 1976, divenendo il primo difensore ad essere insignito per due volte dell'ambito premio. Nel dicembre 2020 è inoltre stato inserito nel Dream Team del Pallone d'oro in qualità di miglior difensore centrale di tutti i tempi.
È cresciuto nelle giovanili del Bayern Monaco, al quale ha legato gran parte della propria carriera (dal 1964 al 1977) vincendo quattro Coppe di Germania, quattro campionati, una Coppa delle Coppe, tre Coppe dei Campioni e una Coppa Intercontinentale. Nel 1977 si trasferisce ai N.Y. Cosmos, con i quali in quattro stagioni si aggiudica tre campionati nordamericani. Dal 1980 al 1982 milita nell'Amburgo, dove vince un altro campionato prima di chiudere la carriera ritornando ai N.Y. Cosmos.
Con la Germania Ovest ha partecipato a tre campionati del mondo (1966, 1970, 1974) e due campionati d'Europa (1972, 1976), vincendo da protagonista l'europeo 1972 e il mondiale 1974. Vanta inoltre una piazza d'onore ai Mondiali (1966) e una agli Europei (1976), oltre al terzo posto ai mondiali messicani del 1970; in quest'ultima occasione ha inoltre preso parte alla cosiddetta partita del secolo.
Da allenatore ha guidato la Germania Ovest, l'Olympique Marsiglia e il Bayern Monaco (in due occasioni), vincendo il campionato del mondo 1990, il campionato tedesco 1993-1994 e la Coppa UEFA 1995-1996. Assieme a Mário Zagallo e Didier Deschamps è una delle sole tre personalità del mondo del calcio riuscite a vincere il mondiale sia da giocatori sia da allenatori (e, come Deschamps, da capitano della nazionale vincente). Da commissario tecnico ha inoltre raggiunto la finale del mondiale 1986, uscendone tuttavia sconfitto dall'Argentina trascinata da Diego Armando Maradona.
Dal 2009 fino alla morte, avvenuta nel gennaio del 2024, è stato presidente onorario del Bayern Monaco. È stato anche presidente del comitato organizzatore del campionato del mondo del 2006, venendo però criticato per le strategie adottate al fine di assicurare alla Germania l'organizzazione di tale edizione.

## Biografia
Franz Beckenbauer è nato l'undici settembre del 1945 come secondo figlio del segretario postale Franz Beckenbauer senior (1905-1977) e di sua moglie Antonie (1913-2006), nata Hupfauf, a Monaco di Baviera nel quartiere di Giesing e crebbe con il fratello Walter di quattro anni. Anche suo zio, Alfons Beckenbauer, ha militato nel Bayern Monaco.
Beckenbauer ha vissuto a Grünwald negli anni '70. Nel 1977 ha trasferito la sua residenza a Sarnen, nel cantone svizzero di Obvaldo. Dal 1982 ha vissuto a Oberndorf in Tirol in Austria, e dal 2005 a Salisburgo, mentre lavorava ancora in Germania.
È stato sposato tre volte e ha avuto cinque figli, tra cui Stephan, calciatore professionista, deceduto nel 2015.
È morto il 7 gennaio 2024, all'età di 78 anni, come annunciato dalla sua famiglia all'agenzia stampa DPA.. Negli ultimi tempi aveva dovuto fronteggiare la malattia di Parkinson e gravi problemi di vista in seguito a un infarto oculare.  I funerali sono stati celebrati in forma privata mentre il 19 gennaio si è svolta all'Allianz Arena una cerimonia commemorativa.

## Caratteristiche tecniche
Dotato di grande personalità e carisma, qualità che ne fecero un personaggio molto popolare e gli hanno valso il soprannome di Kaiser, Beckenbauer ha giocato inizialmente nel ruolo di mediano, per poi affermarsi come libero.
Sorretto da innata classe, è stato uno dei primi difensori a cimentarsi – con eccellenti risultati – nello sviluppo della manovra, senza limitarsi al contenimento degli attaccanti avversari.

## Carriera

### Giocatore

#### Club

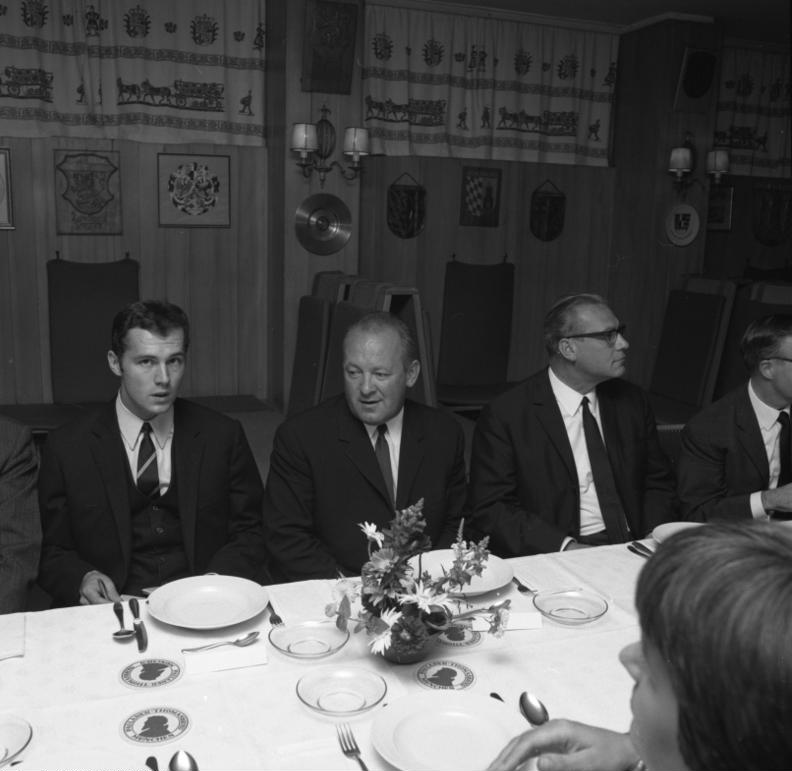
Beckenbauer (a sinistra) dopo il successo del Bayern Monaco nella Coppa delle Coppe 1966-1967

Formatosi nel settore giovanile del Bayern Monaco, la squadra della sua città, ne ha vestito la maglia dal 1964 al 1977 vincendo quattro Coppe nazionali (1965-1966, 1966-1967, 1968-1969, 1970-1971), quattro campionati (1968-1969, 1971-1972, 1972-1973, 1973-1974) una Coppa delle Coppe (1966-1967), tre Coppe dei Campioni (1973-1974, 1974-1975, 1975-1976) e una Coppa Intercontinentale (1976). Questi successi gli valsero la vittoria di due Palloni d'oro nel 1972 e nel 1976.
Nell'estate del 1966 era stato vicino al passaggio all'Inter, ma l'affare saltò per l'improvviso blocco all'ingaggio degli stranieri nel campionato italiano, misura susseguente alla deblacle azzurra al mondiale inglese. Nel 1977, ormai trentaduenne e considerato a fine carriera, stavolta lasciò Monaco di Baviera e passò ai N.Y. Cosmos, dove rimase per tre stagioni, vincendo tre campionati nordamericani (1977-1978, 1978-1979, 1979-1980). Rientrato in patria nel 1980, giocò ancora due anni con l'Amburgo, con il quale conquistò un campionato (1981-1982), per poi concludere la carriera nuovamente con i Cosmos nel 1983.

#### Nazionale

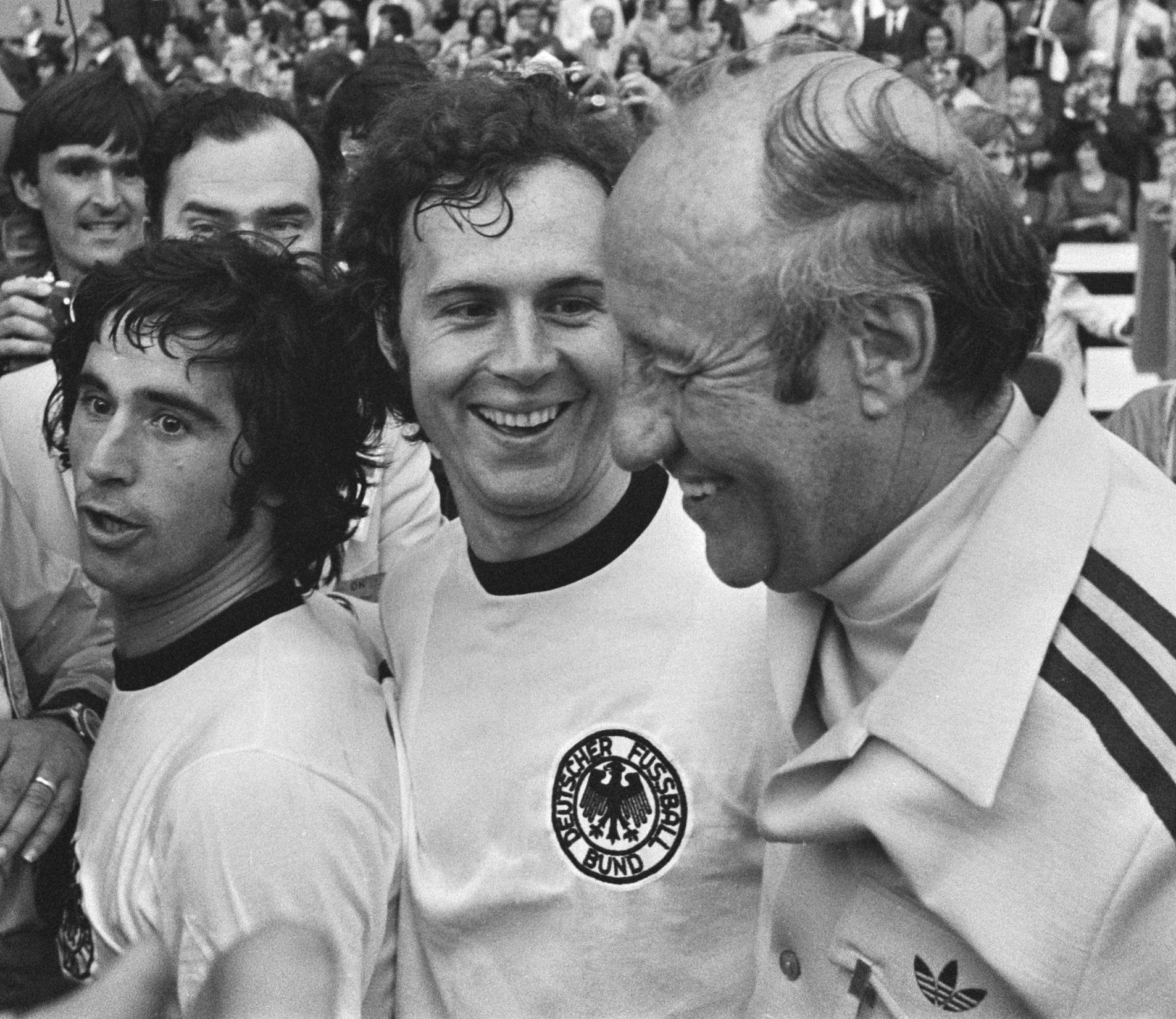
Beckenbauer (al centro) festeggia la vittoria del Mondiale 1974 con Gerd Müller (a sinistra) ed Helmut Schön (a destra)

Secondo classificato al Mondiale 1966, giunse terzo nel 1970. In quest'ultima competizione, nella celeberrima semifinale persa per 4-3 contro l'Italia, restò stoicamente in campo nonostante un infortunio occorsogli a cambi esauriti, il quale gli causò la lussazione di una spalla; Beckenbauer giocò i rimanenti 25' dei tempi regolamentari e tutti i supplementari con un braccio fasciato. Era stato ferito da Pierluigi Cera, e voleva continuare la partita perché Helmut Schön aveva già apportato i suoi due cambi.
Nel 1972 divenne campione d'Europa e nel 1974 del mondo, sconfiggendo nella finale dei mondiali casalinghi la più quotata Arancia Meccanica, i Paesi Bassi guidati dall'estro di Johan Cruijff. Nel 1976 sfiorò la riconquista dell'Europeo, perdendo ai rigori la finale con la Cecoslovacchia. Si sarebbe ritirato dalla Nazionale l'anno seguente.
Con la maglia della Germania Ovest collezionò 103 presenze, corredate da 14 gol.

### Allenatore

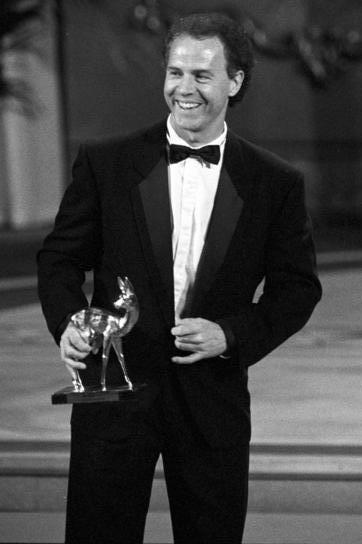
Beckenbauer nel 1990

Ritiratosi dall'attività agonistica, divenne allenatore e dal 12 settembre 1984 all'8 luglio 1990 fu commissario tecnico della nazionale tedesca, piazzandosi secondo al campionato del mondo 1986 e vincendo quello del 1990, svoltosi in Italia. Insieme al brasiliano Mário Zagallo e al francese Didier Deschamps, è una delle tre persone ad aver vinto il mondiale sia da giocatore sia da allenatore.
Terminato trionfalmente il campionato mondiale 1990, si dimise da allenatore della Germania, venendo sostituito da Berti Vogts. Dal 1º settembre 1990 allenò l'Olympique Marsiglia, ma poco più tardi, il 31 dicembre 1990, venne esonerato dal presidente Bernard Tapie.
Fece quindi ritorno al Bayern Monaco, divenendone allenatore il 28 dicembre 1993. Il 30 giugno 1994 lasciò la carica di allenatore, dopo aver vinto il campionato. Tornò nuovamente sulla panchina del Bayern Monaco il 28 aprile 1996; a fine stagione vinse la Coppa UEFA 1995-1996.

### Dirigente

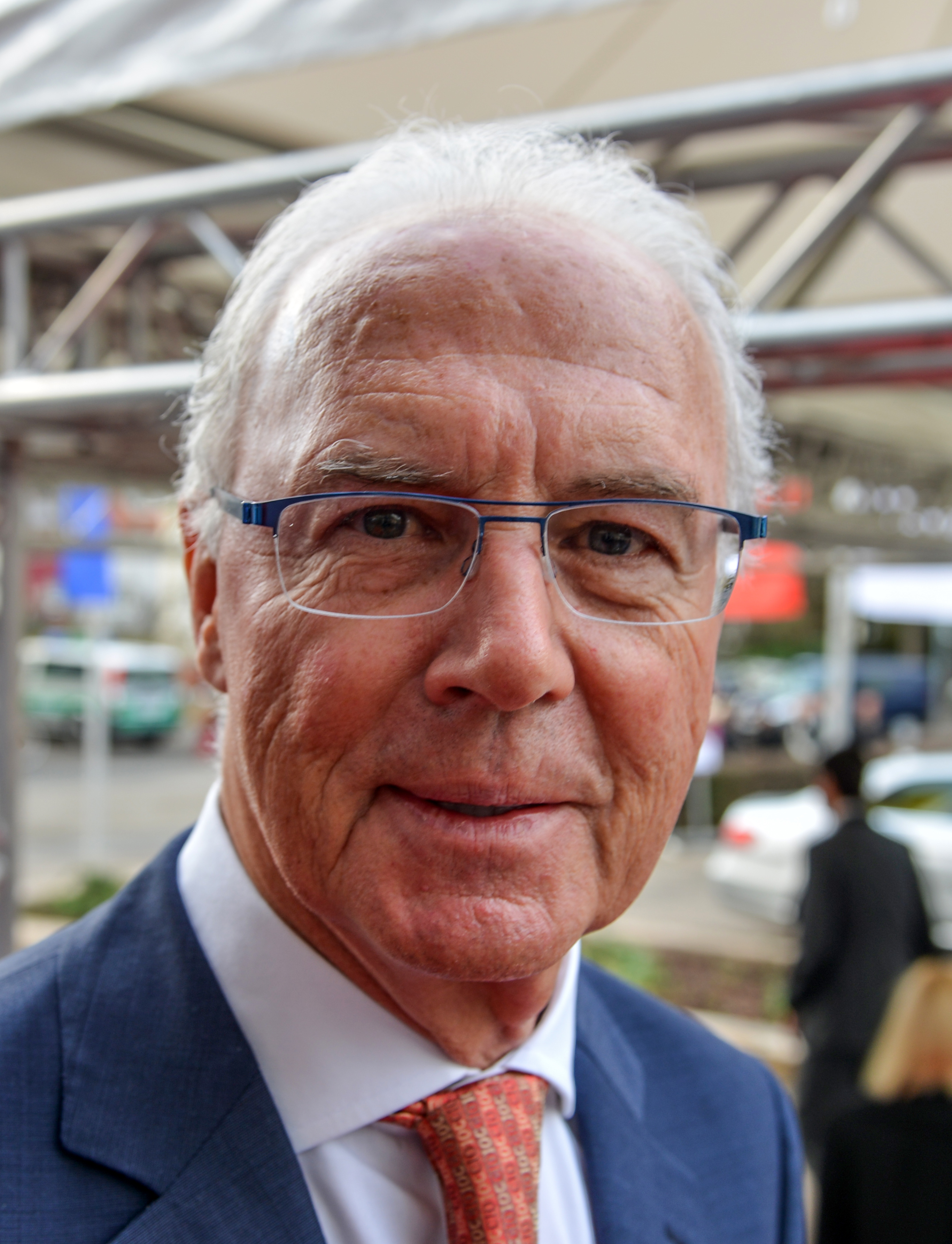
Beckenbauer nel 2014

Dopo esserne stato vicepresidente del club nel 1991 e presidente nel 1994, nel 2002 divenne il nuovo direttore amministrativo del Bayern Monaco. Dal 1998 fu vicepresidente della Federazione calcistica della Germania.
Nel 2006, fu presidente del comitato organizzatore del campionato del mondo dello stesso anno: tuttavia, ricevette diverse critiche per le attività di lobbismo che condusse al fine di assicurare alla Germania l'organizzazione di tale edizione.
Dal 1º gennaio 2007 al 30 marzo 2011, fu vicepresidente della FIFA. Il 27 novembre 2009, lasciò la carica presidenziale e la direzione amministrativa del Bayern Monaco; il giorno seguente, divenne presidente onorario del club bavarese.

#### Controversie
Il 14 ottobre 2015, nel pieno dello scandalo scoppiato in seno alla FIFA, venne messo sotto indagine, insieme al vicepresidente della UEFA Ángel María Villar Llona, per essersi rifiutato di collaborare con il comitato etico nell'indagine riguardante l'assegnazione del campionato del mondo 2018 alla Russia e del campionato del mondo 2022 al Qatar. Già nel giugno 2014 si era rifiutato di collaborare ed era stato sospeso per novanta giorni, sanzione poi revocata poche settimane dopo. Secondo il magazine Der Spiegel Beckenbauer, presidente del comitato organizzatore del mondiale 2006, avrebbe comprato 4 voti decisivi della FIFA per assicurare alla Germania l'organizzazione della competizione.

## Doping
Franz Beckenbauer fu il primo a rivelare nel 1977 sulla rivista della Germania occidentale Stern di usare il proprio sangue per stimolarsi: "Ho un metodo particolare per rimanere ai massimi livelli: iniettare il mio stesso sangue. Così, più volte al mese, il mio amico Manfred Koehnlechner preleva il sangue da un braccio per iniettare lo stesso sangue in una natica. Ciò si traduce in un'infiammazione artificiale. Il numero dei globuli bianchi, e soprattutto quello dei globuli rossi, si moltiplica e le forze di resistenza vengono così mobilitate nell'organismo".
Interrogato sul canale tedesco ZDF su un possibile sistema doping in Germania negli anni '70 e '80, Franz Beckenbauer ha parlato di “iniezioni di vitamine”, sostenendo poi di non sapere di cosa fossero fatte le famose iniezioni. "Naturalmente abbiamo fatto iniezioni di vitamine", dice il Kaiser. "Come potevo saperlo... Il medico ci ha detto: queste sono iniezioni di vitamine”. Le sue dichiarazioni si sono poi rivelate contraddittorie, in quanto l'ex stella del calcio tedesco ha affermato di non essere mai stato costretto ad assumere prodotti e di aver sempre conosciuto la composizione delle sostanze che poteva ingerire.

## Attività di beneficenza
Al termine della sua carriera professionale come giocatore della Bundesliga, il 15 maggio 1982 ha fondato ad Amburgo la Franz-Beckenbauer-Stiftung per sostenere le persone disabili, malate e in difficoltà. Beckenbauer ha donato alla fondazione il ricavato della sua partita d'addio del 1º giugno 1982 (Hamburger Sportverein vs nazionale 2:4) di 800.000 DM e ha aggiunto altri 200.000 DM.
Negli ultimi 40 anni ha raccolto più di 20 milioni di euro. La moglie di Beckenbauer, Heidrun Beckenbauer, è presidente della fondazione.

## Statistiche

### Presenze e reti nei club
| Stagione               | Squadra                | Campionato             | Campionato | Campionato | Coppe nazionali | Coppe nazionali | Coppe nazionali | Coppe continentali | Coppe continentali | Coppe continentali | Altre coppe | Altre coppe | Altre coppe | Totale | Totale |
| Stagione               | Squadra                | Comp                   | Pres       | Reti       | Comp            | Pres            | Reti            | Comp               | Pres               | Reti               | Comp        | Pres        | Reti        | Pres   | Reti   |
| ---------------------- | ---------------------- | ---------------------- | ---------- | ---------- | --------------- | --------------- | --------------- | ------------------ | ------------------ | ------------------ | ----------- | ----------- | ----------- | ------ | ------ |
| 1963-1964              | Bayern Monaco          | RL                     | 0+6        | 0+2        | -               | -               | -               | -                  | -                  | -                  | -           | -           | -           | 6      | 2      |
| 1964-1965              | Bayern Monaco          | RL                     | 31+6       | 16+1       | -               | -               | -               | -                  | -                  | -                  | -           | -           | -           | 37     | 17     |
| 1965-1966              | Bayern Monaco          | BL                     | 33         | 4          | CG              | 6               | 1               | -                  | -                  | -                  | -           | -           | -           | 39     | 5      |
| 1966-1967              | Bayern Monaco          | BL                     | 33         | 0          | CG              | 5               | 0               | CdC                | 9                  | 0                  | -           | -           | -           | 47     | 0      |
| 1967-1968              | Bayern Monaco          | BL                     | 28         | 4          | CG              | 4               | 0               | CdC                | 7                  | 1                  | -           | -           | -           | 39     | 5      |
| 1968-1969              | Bayern Monaco          | BL                     | 33         | 2          | CG              | 6               | 0               | -                  | -                  | -                  | -           | -           | -           | 39     | 2      |
| 1969-1970              | Bayern Monaco          | BL                     | 34         | 6          | CG              | 1               | 0               | CC                 | 2                  | 0                  | -           | -           | -           | 37     | 6      |
| 1970-1971              | Bayern Monaco          | BL                     | 33         | 3          | CG              | 9               | 1               | CdF                | 8                  | 1                  | -           | -           | -           | 50     | 5      |
| 1971-1972              | Bayern Monaco          | BL                     | 34         | 6          | CG              | 6               | 1               | CdC                | 7                  | 0                  | -           | -           | -           | 47     | 7      |
| 1972-1973              | Bayern Monaco          | BL                     | 34         | 6          | CG+LG           | 6+5             | 0+0             | CC                 | 6                  | 1                  | -           | -           | -           | 51     | 7      |
| 1973-1974              | Bayern Monaco          | BL                     | 34         | 4          | CG              | 4               | 0               | CC                 | 10                 | 1                  | -           | -           | -           | 48     | 5      |
| 1974-1975              | Bayern Monaco          | BL                     | 33         | 1          | CG              | 3               | 0               | CC                 | 7                  | 1                  | -           | -           | -           | 43     | 2      |
| 1975-1976              | Bayern Monaco          | BL                     | 34         | 5          | CG              | 7               | 2               | CC                 | 9                  | 0                  | SU          | 2           | 0           | 52     | 7      |
| 1976-1977              | Bayern Monaco          | BL                     | 33         | 3          | CG              | 4               | 0               | CC                 | 6                  | 1                  | CInt+SU     | 2+2         | 0           | 47     | 4      |
| Totale Bayern Monaco   | Totale Bayern Monaco   | Totale Bayern Monaco   | 427+12     | 60+3       |                 | 61+5            | 5+0             |                    | 71                 | 6                  |             | 6           | 0           | 582    | 74     |
| 1977                   | N.Y. Cosmos            | NASL                   | 15+6       | 4+1        | -               | -               | -               | -                  | -                  | -                  | -           | -           | -           | 21     | 5      |
| 1978                   | N.Y. Cosmos            | NASL                   | 27+6       | 8+2        | -               | -               | -               | -                  | -                  | -                  | -           | -           | -           | 33     | 10     |
| 1979                   | N.Y. Cosmos            | NASL                   | 12+6       | 1+0        | -               | -               | -               | -                  | -                  | -                  | -           | -           | -           | 18     | 1      |
| 1980                   | N.Y. Cosmos            | NASL                   | 26+7       | 4+1        | -               | -               | -               | -                  | -                  | -                  | -           | -           | -           | 33     | 5      |
| 1980-1981              | Amburgo                | BL                     | 18         | 0          | CG              | 2               | 0               | CU                 | 0                  | 0                  | -           | -           | -           | 20     | 0      |
| 1981-1982              | Amburgo                | BL                     | 10         | 0          | CG              | 3               | 0               | CU                 | 5                  | 0                  | -           | -           | -           | 18     | 0      |
| Totale Amburgo         | Totale Amburgo         | Totale Amburgo         | 28         | 0          |                 | 5               | 0               |                    | 5                  | 0                  |             | -           | -           | 38     | 0      |
| 1983                   | N.Y. Cosmos            | NASL                   | 25+2       | 2+0        | -               | -               | -               | -                  | -                  | -                  | -           | -           | -           | 27     | 2      |
| Totale New York Cosmos | Totale New York Cosmos | Totale New York Cosmos | 105+27     | 19+4       |                 | -               | -               |                    | -                  | -                  |             | -           | -           | 132    | 23     |
| Totale carriera        | Totale carriera        | Totale carriera        | 560+39     | 79+7       |                 | 66+5            | 5+0             |                    | 76                 | 6                  |             | 6           | 0           | 752    | 97     |

### Cronologia presenze e reti in nazionale
| Cronologia completa delle presenze e delle reti in nazionale ― Germania Ovest | Cronologia completa delle presenze e delle reti in nazionale ― Germania Ovest | Cronologia completa delle presenze e delle reti in nazionale ― Germania Ovest | Cronologia completa delle presenze e delle reti in nazionale ― Germania Ovest | Cronologia completa delle presenze e delle reti in nazionale ― Germania Ovest | Cronologia completa delle presenze e delle reti in nazionale ― Germania Ovest | Cronologia completa delle presenze e delle reti in nazionale ― Germania Ovest | Cronologia completa delle presenze e delle reti in nazionale ― Germania Ovest |
| Data                                                                          | Città                                                                         | In casa                                                                       | Risultato                                                                     | Ospiti                                                                        | Competizione                                                                  | Reti                                                                          | Note                                                                          |
| ----------------------------------------------------------------------------- | ----------------------------------------------------------------------------- | ----------------------------------------------------------------------------- | ----------------------------------------------------------------------------- | ----------------------------------------------------------------------------- | ----------------------------------------------------------------------------- | ----------------------------------------------------------------------------- | ----------------------------------------------------------------------------- |
| 26-9-1965                                                                     | Solna                                                                         | Svezia                                                                        | 2 – 1                                                                         | Germania Ovest                                                                | Qual. Mondiali 1966                                                           | -                                                                             |                                                                               |
| 9-10-1965                                                                     | Stoccarda                                                                     | Germania Ovest                                                                | 4 – 1                                                                         | Austria                                                                       | Amichevole                                                                    | -                                                                             |                                                                               |
| 14-11-1965                                                                    | Nicosia                                                                       | Cipro                                                                         | 0 – 6                                                                         | Germania Ovest                                                                | Qual. Mondiali 1966                                                           | -                                                                             |                                                                               |
| 23-2-1966                                                                     | Londra                                                                        | Inghilterra                                                                   | 1 – 0                                                                         | Germania Ovest                                                                | Amichevole                                                                    | -                                                                             |                                                                               |
| 23-3-1966                                                                     | Rotterdam                                                                     | Paesi Bassi                                                                   | 2 – 4                                                                         | Germania Ovest                                                                | Amichevole                                                                    | 2                                                                             |                                                                               |
| 4-5-1966                                                                      | Dublino                                                                       | Irlanda                                                                       | 0 – 4                                                                         | Germania Ovest                                                                | Amichevole                                                                    | 1                                                                             |                                                                               |
| 7-5-1966                                                                      | Belfast                                                                       | Irlanda del Nord                                                              | 0 – 2                                                                         | Germania Ovest                                                                | Amichevole                                                                    | -                                                                             |                                                                               |
| 23-6-1966                                                                     | Hannover                                                                      | Germania Ovest                                                                | 2 – 0                                                                         | Jugoslavia                                                                    | Amichevole                                                                    | -                                                                             |                                                                               |
| 12-7-1966                                                                     | Sheffield                                                                     | Germania Ovest                                                                | 5 – 0                                                                         | Svizzera                                                                      | Mondiali 1966 - 1º turno                                                      | 2                                                                             |                                                                               |
| 16-7-1966                                                                     | Birmingham                                                                    | Argentina                                                                     | 0 – 0                                                                         | Germania Ovest                                                                | Mondiali 1966 - 1º turno                                                      | -                                                                             |                                                                               |
| 20-7-1966                                                                     | Birmingham                                                                    | Germania Ovest                                                                | 2 – 1                                                                         | Spagna                                                                        | Mondiali 1966 - 1º turno                                                      | -                                                                             |                                                                               |
| 23-7-1966                                                                     | Sheffield                                                                     | Germania Ovest                                                                | 4 – 0                                                                         | Uruguay                                                                       | Mondiali 1966 - Quarti di finale                                              | 1                                                                             |                                                                               |
| 25-7-1966                                                                     | Liverpool                                                                     | Germania Ovest                                                                | 2 – 1                                                                         | Unione Sovietica                                                              | Mondiali 1966 - Semifinale                                                    | 1                                                                             |                                                                               |
| 30-7-1966                                                                     | Londra                                                                        | Inghilterra                                                                   | 4 – 2 dts                                                                     | Germania Ovest                                                                | Mondiali 1966 - Finale                                                        | -                                                                             |                                                                               |
| 19-11-1966                                                                    | Colonia                                                                       | Germania Ovest                                                                | 3 – 0                                                                         | Norvegia                                                                      | Amichevole                                                                    | -                                                                             |                                                                               |
| 22-2-1967                                                                     | Karlsruhe                                                                     | Germania Ovest                                                                | 5 – 1                                                                         | Marocco                                                                       | Amichevole                                                                    | -                                                                             |                                                                               |
| 9-4-1967                                                                      | Dortmund                                                                      | Germania Ovest                                                                | 6 – 0                                                                         | Albania                                                                       | Qual. Euro 1968                                                               | -                                                                             |                                                                               |
| 3-5-1967                                                                      | Belgrado                                                                      | Jugoslavia                                                                    | 1 – 0                                                                         | Germania Ovest                                                                | Qual. Euro 1968                                                               | -                                                                             |                                                                               |
| 27-9-1967                                                                     | Berlino Ovest                                                                 | Germania Ovest                                                                | 5 – 1                                                                         | Francia                                                                       | Amichevole                                                                    | -                                                                             | 67’                                                                           |
| 22-11-1967                                                                    | Bucarest                                                                      | Romania                                                                       | 1 – 0                                                                         | Germania Ovest                                                                | Amichevole                                                                    | -                                                                             |                                                                               |
| 6-3-1968                                                                      | Bruxelles                                                                     | Belgio                                                                        | 1 – 3                                                                         | Germania Ovest                                                                | Amichevole                                                                    | -                                                                             |                                                                               |
| 17-4-1968                                                                     | Basilea                                                                       | Svizzera                                                                      | 0 – 0                                                                         | Germania Ovest                                                                | Amichevole                                                                    | -                                                                             |                                                                               |
| 1-6-1968                                                                      | Hannover                                                                      | Germania Ovest                                                                | 1 – 0                                                                         | Inghilterra                                                                   | Amichevole                                                                    | 1                                                                             |                                                                               |
| 16-6-1968                                                                     | Stoccarda                                                                     | Germania Ovest                                                                | 2 – 1                                                                         | Brasile                                                                       | Amichevole                                                                    | -                                                                             |                                                                               |
| 25-9-1968                                                                     | Marsiglia                                                                     | Francia                                                                       | 1 – 1                                                                         | Germania Ovest                                                                | Amichevole                                                                    | -                                                                             |                                                                               |
| 13-10-1968                                                                    | Vienna                                                                        | Austria                                                                       | 0 – 2                                                                         | Germania Ovest                                                                | Qual. Mondiali 1970                                                           | -                                                                             |                                                                               |
| 14-12-1968                                                                    | Rio de Janeiro                                                                | Brasile                                                                       | 2 – 2                                                                         | Germania Ovest                                                                | Amichevole                                                                    | -                                                                             |                                                                               |
| 18-12-1968                                                                    | Santiago del Cile                                                             | Cile                                                                          | 2 – 1                                                                         | Germania Ovest                                                                | Amichevole                                                                    | -                                                                             | 26’                                                                           |
| 22-12-1968                                                                    | Città del Messico                                                             | Messico                                                                       | 0 – 0                                                                         | Germania Ovest                                                                | Amichevole                                                                    | -                                                                             |                                                                               |
| 16-4-1969                                                                     | Glasgow                                                                       | Scozia                                                                        | 1 – 1                                                                         | Germania Ovest                                                                | Qual. Mondiali 1970                                                           | -                                                                             |                                                                               |
| 10-5-1969                                                                     | Norimberga                                                                    | Germania Ovest                                                                | 1 – 0                                                                         | Austria                                                                       | Qual. Mondiali 1970                                                           | -                                                                             |                                                                               |
| 21-5-1969                                                                     | Essen                                                                         | Germania Ovest                                                                | 12 – 0                                                                        | Cipro                                                                         | Qual. Mondiali 1970                                                           | -                                                                             |                                                                               |
| 21-9-1969                                                                     | Vienna                                                                        | Austria                                                                       | 1 – 1                                                                         | Germania                                                                      | Amichevole                                                                    | -                                                                             |                                                                               |
| 24-9-1969                                                                     | Sofia                                                                         | Bulgaria                                                                      | 0 – 1                                                                         | Germania Ovest                                                                | Amichevole                                                                    | -                                                                             |                                                                               |
| 22-10-1969                                                                    | Gotha                                                                         | Germania Ovest                                                                | 3 – 2                                                                         | Scozia                                                                        | Qual. Mondiali 1970                                                           | -                                                                             |                                                                               |
| 8-4-1970                                                                      | Stoccarda                                                                     | Germania Ovest                                                                | 1 – 1                                                                         | Romania                                                                       | Amichevole                                                                    | -                                                                             |                                                                               |
| 9-5-1970                                                                      | Berlino Ovest                                                                 | Germania Ovest                                                                | 2 – 1                                                                         | Irlanda                                                                       | Amichevole                                                                    | -                                                                             |                                                                               |
| 13-5-1970                                                                     | Hannover                                                                      | Germania Ovest                                                                | 1 – 0                                                                         | Jugoslavia                                                                    | Amichevole                                                                    | -                                                                             |                                                                               |
| 3-6-1970                                                                      | León                                                                          | Germania Ovest                                                                | 2 – 1                                                                         | Marocco                                                                       | Mondiali 1970 - 1º turno                                                      | -                                                                             |                                                                               |
| 7-6-1970                                                                      | León                                                                          | Germania Ovest                                                                | 5 – 2                                                                         | Bulgaria                                                                      | Mondiali 1970 - 1º turno                                                      | -                                                                             | 72’                                                                           |
| 10-6-1970                                                                     | León                                                                          | Germania Ovest                                                                | 3 – 1                                                                         | Perù                                                                          | Mondiali 1970 - 1º turno                                                      | -                                                                             |                                                                               |
| 14-6-1970                                                                     | León                                                                          | Germania Ovest                                                                | 3 – 2                                                                         | Inghilterra                                                                   | Mondiali 1970 - Quarti di finale                                              | 1                                                                             |                                                                               |
| 17-6-1970                                                                     | Città del Messico                                                             | Italia                                                                        | 4 – 3                                                                         | Germania Ovest                                                                | Mondiali 1970 - Semifinale                                                    | -                                                                             | Resoconto                                                                     |
| 9-9-1970                                                                      | Norimberga                                                                    | Germania Ovest                                                                | 3 – 1                                                                         | Ungheria                                                                      | Amichevole                                                                    | -                                                                             |                                                                               |
| 17-10-1970                                                                    | Colonia                                                                       | Germania Ovest                                                                | 1 – 1                                                                         | Turchia                                                                       | Qual. Euro 1972                                                               | -                                                                             |                                                                               |
| 18-11-1970                                                                    | Zagabria                                                                      | Jugoslavia                                                                    | 2 – 0                                                                         | Germania Ovest                                                                | Amichevole                                                                    | -                                                                             |                                                                               |
| 22-11-1970                                                                    | Atene                                                                         | Grecia                                                                        | 1 – 3                                                                         | Germania Ovest                                                                | Amichevole                                                                    | 1                                                                             |                                                                               |
| 17-2-1971                                                                     | Tirana                                                                        | Albania                                                                       | 0 – 1                                                                         | Germania Ovest                                                                | Qual. Euro 1972                                                               | -                                                                             |                                                                               |
| 24-5-1971                                                                     | Istanbul                                                                      | Turchia                                                                       | 0 – 3                                                                         | Germania Ovest                                                                | Qual. Euro 1972                                                               | -                                                                             | Cap.                                                                          |
| 12-6-1971                                                                     | Karlsruhe                                                                     | Germania Ovest                                                                | 2 – 0                                                                         | Albania                                                                       | Qual. Euro 1972                                                               | -                                                                             |                                                                               |
| 22-6-1971                                                                     | Oslo                                                                          | Norvegia                                                                      | 1 – 7                                                                         | Germania Ovest                                                                | Amichevole                                                                    | 1                                                                             | 61’                                                                           |
| 27-6-1971                                                                     | Göteborg                                                                      | Svezia                                                                        | 1 – 0                                                                         | Germania Ovest                                                                | Amichevole                                                                    | -                                                                             |                                                                               |
| 30-6-1971                                                                     | Copenaghen                                                                    | Danimarca                                                                     | 1 – 3                                                                         | Germania Ovest                                                                | Amichevole                                                                    | 1                                                                             |                                                                               |
| 8-9-1971                                                                      | Hannover                                                                      | Germania Ovest                                                                | 5 – 0                                                                         | Messico                                                                       | Amichevole                                                                    | -                                                                             | Cap.                                                                          |
| 10-10-1971                                                                    | Varsavia                                                                      | Polonia                                                                       | 1 – 3                                                                         | Germania Ovest                                                                | Qual. Euro 1972                                                               | -                                                                             | Cap.                                                                          |
| 17-1-1971                                                                     | Amburgo                                                                       | Germania Ovest                                                                | 0 – 0                                                                         | Polonia                                                                       | Qual. Euro 1972                                                               | -                                                                             |                                                                               |
| 29-3-1972                                                                     | Budapest                                                                      | Ungheria                                                                      | 0 – 2                                                                         | Germania Ovest                                                                | Amichevole                                                                    | -                                                                             | Cap.                                                                          |
| 29-4-1972                                                                     | Londra                                                                        | Inghilterra                                                                   | 1 – 3                                                                         | Germania Ovest                                                                | Euro 1972 - Quarti di finale - andata                                         | -                                                                             | Cap.                                                                          |
| 13-5-1972                                                                     | Amburgo                                                                       | Germania Ovest                                                                | 0 – 0                                                                         | Inghilterra                                                                   | Euro 1972 - Quarti di finale - ritorno                                        | -                                                                             | Cap.                                                                          |
| 26-5-1972                                                                     | Monaco di Baviera                                                             | Germania Ovest                                                                | 3 – 0                                                                         | Unione Sovietica                                                              | Amichevole                                                                    | -                                                                             | Cap.                                                                          |
| 14-6-1972                                                                     | Anversa                                                                       | Belgio                                                                        | 1 – 2                                                                         | Germania Ovest                                                                | Euro 1972 - Semifinale                                                        | -                                                                             | Cap.                                                                          |
| 18-6-1972                                                                     | Bruxelles                                                                     | Unione Sovietica                                                              | 0 – 3                                                                         | Germania Ovest                                                                | Euro 1972 - Finale                                                            | -                                                                             | Cap.                                                                          |
| 15-11-1972                                                                    | Düsseldorf                                                                    | Germania Ovest                                                                | 5 – 1                                                                         | Svizzera                                                                      | Amichevole                                                                    | -                                                                             | Cap.                                                                          |
| 14-2-1973                                                                     | Monaco di Baviera                                                             | Germania Ovest                                                                | 2 – 3                                                                         | Argentina                                                                     | Amichevole                                                                    | -                                                                             | Cap.                                                                          |
| 28-3-1973                                                                     | Düsseldorf                                                                    | Germania Ovest                                                                | 3 – 0                                                                         | Cecoslovacchia                                                                | Amichevole                                                                    | -                                                                             | Cap.                                                                          |
| 9-5-1973                                                                      | Monaco di Baviera                                                             | Germania Ovest                                                                | 0 – 1                                                                         | Jugoslavia                                                                    | Amichevole                                                                    | -                                                                             | Cap.                                                                          |
| 12-5-1973                                                                     | Gotha                                                                         | Germania Ovest                                                                | 3 – 0                                                                         | Bulgaria                                                                      | Amichevole                                                                    | 1                                                                             | Cap.                                                                          |
| 16-6-1973                                                                     | Berlino Ovest                                                                 | Germania Ovest                                                                | 0 – 1                                                                         | Brasile                                                                       | Amichevole                                                                    | -                                                                             | Cap.                                                                          |
| 5-9-1973                                                                      | Mosca                                                                         | Unione Sovietica                                                              | 0 – 1                                                                         | Germania Ovest                                                                | Amichevole                                                                    | -                                                                             | Cap.                                                                          |
| 10-10-1973                                                                    | Hannover                                                                      | Germania Ovest                                                                | 4 – 0                                                                         | Austria                                                                       | Amichevole                                                                    | -                                                                             | Cap. 46’                                                                      |
| 13-10-1973                                                                    | Gelsenkirchen                                                                 | Germania Ovest                                                                | 2 – 1                                                                         | Francia                                                                       | Amichevole                                                                    | -                                                                             | Cap.                                                                          |
| 14-11-1973                                                                    | Glasgow                                                                       | Scozia                                                                        | 1 – 1                                                                         | Germania Ovest                                                                | Amichevole                                                                    | -                                                                             | Cap.                                                                          |
| 24-11-1973                                                                    | Stoccarda                                                                     | Germania Ovest                                                                | 2 – 1                                                                         | Spagna                                                                        | Amichevole                                                                    | -                                                                             | Cap.                                                                          |
| 23-2-1974                                                                     | Barcellona                                                                    | Spagna                                                                        | 1 – 0                                                                         | Germania Ovest                                                                | Amichevole                                                                    | -                                                                             | Cap.                                                                          |
| 26-2-1974                                                                     | Roma                                                                          | Italia                                                                        | 0 – 0                                                                         | Germania Ovest                                                                | Amichevole                                                                    | -                                                                             | Cap.                                                                          |
| 27-3-1974                                                                     | Francoforte sul Meno                                                          | Germania Ovest                                                                | 2 – 1                                                                         | Scozia                                                                        | Amichevole                                                                    | -                                                                             | Cap.                                                                          |
| 17-4-1974                                                                     | Dortmund                                                                      | Germania Ovest                                                                | 5 – 0                                                                         | Ungheria                                                                      | Amichevole                                                                    | -                                                                             | Cap.                                                                          |
| 1-5-1974                                                                      | Amburgo                                                                       | Germania Ovest                                                                | 2 – 0                                                                         | Svezia                                                                        | Amichevole                                                                    | -                                                                             | Cap.                                                                          |
| 14-6-1974                                                                     | Berlino Ovest                                                                 | Germania Ovest                                                                | 1 – 0                                                                         | Cile                                                                          | Mondiali 1974 - 1º turno                                                      | -                                                                             | Cap.                                                                          |
| 18-6-1974                                                                     | Amburgo                                                                       | Australia                                                                     | 0 – 4                                                                         | Germania Ovest                                                                | Mondiali 1974 - 1º turno                                                      | -                                                                             | Cap.                                                                          |
| 22-6-1974                                                                     | Amburgo                                                                       | Germania Est                                                                  | 1 – 0                                                                         | Germania Ovest                                                                | Mondiali 1974 - 1º turno                                                      | -                                                                             | Cap.                                                                          |
| 26-6-1974                                                                     | Düsseldorf                                                                    | Jugoslavia                                                                    | 0 – 2                                                                         | Germania Ovest                                                                | Mondiali 1974 - 2º turno                                                      | -                                                                             | Cap.                                                                          |
| 30-6-1974                                                                     | Düsseldorf                                                                    | Germania Ovest                                                                | 4 – 2                                                                         | Svezia                                                                        | Mondiali 1974 - 2º turno                                                      | -                                                                             | Cap.                                                                          |
| 3-7-1974                                                                      | Francoforte sul Meno                                                          | Polonia                                                                       | 0 – 1                                                                         | Germania Ovest                                                                | Mondiali 1974 - 2º turno                                                      | -                                                                             | Cap.                                                                          |
| 7-7-1974                                                                      | Monaco di Baviera                                                             | Germania Ovest                                                                | 2 – 1                                                                         | Paesi Bassi                                                                   | Mondiali 1974 - Finale                                                        | -                                                                             | Cap.                                                                          |
| 4-9-1974                                                                      | Basilea                                                                       | Svizzera                                                                      | 1 – 2                                                                         | Germania Ovest                                                                | Amichevole                                                                    | -                                                                             | Cap.                                                                          |
| 20-11-1974                                                                    | Atene                                                                         | Grecia                                                                        | 2 – 2                                                                         | Germania Ovest                                                                | Qual. Euro 1976                                                               | -                                                                             | Cap.                                                                          |
| 22-12-1974                                                                    | Gezira                                                                        | Malta                                                                         | 0 – 1                                                                         | Germania Ovest                                                                | Qual. Euro 1976                                                               | -                                                                             | Cap.                                                                          |
| 12-3-1975                                                                     | Londra                                                                        | Inghilterra                                                                   | 2 – 0                                                                         | Germania Ovest                                                                | Amichevole                                                                    | -                                                                             | Cap.                                                                          |
| 27-4-1975                                                                     | Sofia                                                                         | Bulgaria                                                                      | 1 – 1                                                                         | Germania Ovest                                                                | Qual. Euro 1976                                                               | -                                                                             | Cap.                                                                          |
| 17-5-1975                                                                     | Francoforte sul Meno                                                          | Germania Ovest                                                                | 1 – 1                                                                         | Paesi Bassi                                                                   | Amichevole                                                                    | -                                                                             | Cap.                                                                          |
| 3-9-1975                                                                      | Vienna                                                                        | Austria                                                                       | 0 – 2                                                                         | Germania Ovest                                                                | Amichevole                                                                    | -                                                                             | Cap., 46’                                                                     |
| 11-10-1975                                                                    | Düsseldorf                                                                    | Germania Ovest                                                                | 1 – 1                                                                         | Grecia                                                                        | Qual. Euro 1976                                                               | -                                                                             | Cap.                                                                          |
| 19-11-1975                                                                    | Stoccarda                                                                     | Germania Ovest                                                                | 1 – 0                                                                         | Bulgaria                                                                      | Qual. Euro 1976                                                               | -                                                                             | Cap.                                                                          |
| 20-12-1975                                                                    | Istanbul                                                                      | Turchia                                                                       | 0 – 5                                                                         | Germania Ovest                                                                | Amichevole                                                                    | -                                                                             | Cap.                                                                          |
| 28-2-1976                                                                     | Dortmund                                                                      | Germania Ovest                                                                | 8 – 0                                                                         | Malta                                                                         | Qual. Euro 1976                                                               | -                                                                             | Cap.                                                                          |
| 24-4-1976                                                                     | Madrid                                                                        | Spagna                                                                        | 1 – 1                                                                         | Germania Ovest                                                                | Euro 1976 - Quarti di finale - andata                                         | -                                                                             | Cap.                                                                          |
| 22-5-1976                                                                     | Monaco di Baviera                                                             | Germania Ovest                                                                | 2 – 0                                                                         | Spagna                                                                        | Euro 1976 - Quarti di finale - ritorno                                        | -                                                                             | Cap.                                                                          |
| 17-6-1976                                                                     | Belgrado                                                                      | Jugoslavia                                                                    | 2 – 4 dts                                                                     | Germania Ovest                                                                | Euro 1976 - Semifinale                                                        | -                                                                             | Cap.                                                                          |
| 20-6-1976                                                                     | Belgrado                                                                      | Cecoslovacchia                                                                | 2 – 2 dts (5 – 3 dtr)                                                         | Germania Ovest                                                                | Euro 1976 - Finale                                                            | -                                                                             | Cap.                                                                          |
| 6-10-1976                                                                     | Cardiff                                                                       | Galles                                                                        | 0 – 2                                                                         | Germania Ovest                                                                | Amichevole                                                                    | 1                                                                             | Cap.                                                                          |
| 17-11-1976                                                                    | Hannover                                                                      | Germania Ovest                                                                | 2 – 0                                                                         | Cecoslovacchia                                                                | Amichevole                                                                    | -                                                                             | Cap.                                                                          |
| 23-2-1977                                                                     | Parigi                                                                        | Francia                                                                       | 1 – 0                                                                         | Germania Ovest                                                                | Amichevole                                                                    | -                                                                             | Cap.                                                                          |
| Totale                                                                        |                                                                               | Presenze                                                                      | 103                                                                           |                                                                               | Reti                                                                          | 14                                                                            |                                                                               |

### Statistiche da allenatore

#### Club
In grassetto le competizioni vinte.
| Stagione             | Squadra              | Campionato           | Campionato | Campionato | Campionato | Campionato | Coppe nazionali | Coppe nazionali | Coppe nazionali | Coppe nazionali | Coppe nazionali | Coppe continentali | Coppe continentali | Coppe continentali | Coppe continentali | Coppe continentali | Altre coppe | Altre coppe | Altre coppe | Altre coppe | Altre coppe | Totale | Totale | Totale | Totale | % Vittorie |
| Stagione             | Squadra              | Comp                 | G          | V          | N          | P          | Comp            | G               | V               | N               | P               | Comp               | G                  | V                  | N                  | P                  | Comp        | G           | V           | N           | P           | G      | V      | N      | P      | %          |
| -------------------- | -------------------- | -------------------- | ---------- | ---------- | ---------- | ---------- | --------------- | --------------- | --------------- | --------------- | --------------- | ------------------ | ------------------ | ------------------ | ------------------ | ------------------ | ----------- | ----------- | ----------- | ----------- | ----------- | ------ | ------ | ------ | ------ | ---------- |
| set.-dic. 1990       | Olympique Marsiglia  | D1                   | 14         | 9          | 1          | 4          | CF              | 0               | 0               | 0               | 0               | CC                 | 4                  | 2                  | 1                  | 1                  | -           | -           | -           | -           | -           | 18     | 11     | 2      | 5      | 61,11      |
| gen.-giu. 1994       | Bayern Monaco        | BL                   | 14         | 9          | 2          | 3          | CG              | 0               | 0               | 0               | 0               | CU                 | 0                  | 0                  | 0                  | 0                  | -           | -           | -           | -           | -           | 14     | 9      | 2      | 3      | 64,29      |
| apr.-giu. 1996       | Bayern Monaco        | BL                   | 4          | 1          | 1          | 2          | CG              | 0               | 0               | 0               | 0               | CU                 | 2                  | 2                  | 0                  | 0                  | -           | -           | -           | -           | -           | 6      | 3      | 1      | 2      | 50,00      |
| Totale Bayern Monaco | Totale Bayern Monaco | Totale Bayern Monaco | 18         | 10         | 3          | 5          |                 | 0               | 0               | 0               | 0               |                    | 2                  | 2                  | 0                  | 0                  |             | -           | -           | -           | -           | 20     | 12     | 3      | 5      | 60,00      |
| Totale carriera      | Totale carriera      | Totale carriera      | 32         | 19         | 4          | 9          |                 | 0               | 0               | 0               | 0               |                    | 6                  | 4                  | 1                  | 1                  |             | -           | -           | -           | -           | 38     | 23     | 5      | 10     | 60,53      |

#### Nazionale
| Squadra        | Naz                 | dal               | all'             | Record | Record | Record | Record     | Record | Record | Record | Record |
| G              | V                   | N                 | P                | GF     | GS     | DR     | % Vittorie |        |        |        |        |
| -------------- | ------------------- | ----------------- | ---------------- | ------ | ------ | ------ | ---------- | ------ | ------ | ------ | ------ |
| Germania Ovest | Germania (bandiera) | 12 settembre 1984 | 8 settembre 1990 | 66     | 34     | 20     | 12         | 102    | 62     | +40    | 51,52  |

#### Nazionale nel dettaglio
| 1984                  | Germania              | Qual. Mondiale 1986   | 1º nel Gruppo 2, qualificato | 2  | 2  | 0  | 0  | 100,00& | 5   | 2  | +3  |
| 1985                  | Germania              | Qual. Mondiale 1986   | 1º nel Gruppo 2, qualificato | 6  | 3  | 2  | 1  | 50,00   | 17  | 7  | +10 |
| Giu. 1986             | Germania              | Mondiale 1986         | 2º                           | 7  | 3  | 2  | 2  | 42,86   | 8   | 7  | +1  |
| Giu. 1988             | Germania              | Europeo 1988          | Semifinale                   | 4  | 2  | 1  | 1  | 50,00   | 6   | 3  | +3  |
| 1988                  | Germania              | Qual. Mondiale 1990   | 2º nel Gruppo 4, qualificato | 2  | 1  | 1  | 0  | 50,00   | 4   | 0  | +4  |
| 1989                  | Germania              | Qual. Mondiale 1990   | 2º nel Gruppo 4, qualificato | 4  | 2  | 2  | 0  | 50,00   | 9   | 3  | +6  |
| Giu.- lug. 1990       | Germania              | Mondiale 1990         | Vincitore                    | 7  | 5  | 2  | 0  | 71,43   | 15  | 4  | +11 |
| 1984-1990             | Germania              | Amichevoli            |                              | 34 | 16 | 10 | 8  | 47,06   | 43  | 34 | +9  |
| Totale Germania Ovest | Totale Germania Ovest | Totale Germania Ovest | Totale Germania Ovest        | 66 | 34 | 20 | 12 | 51,52   | 102 | 62 | +40 |

## Palmarès

### Giocatore

#### Club

##### Competizioni nazionali
- Campionato tedesco: 5

Bayern Monaco: 1968-1969, 1971-1972, 1972-1973, 1973-1974
Amburgo: 1981-1982
- Coppa di Germania: 4

Bayern Monaco: 1965-1966, 1966-1967, 1968-1969, 1970-1971
- Campionato NASL: 3

N.Y. Cosmos: 1977, 1978, 1980

##### Competizioni internazionali
- Coppa dei Campioni: 3

Bayern Monaco: 1973-1974, 1974-1975, 1975-1976
- Coppa delle Coppe: 1

Bayern Monaco: 1966-1967
- Coppa Intercontinentale: 1

Bayern Monaco: 1976

#### Nazionale
- Campionato d'Europa: 1

Belgio 1972
- Campionato mondiale: 1

Germania Ovest 1974

#### Individuale
- Calciatore tedesco-occidentale dell'anno: 4

1966, 1968, 1974, 1976
- Pallone d'oro: 2

1972, 1976
- MVP del Campionato NASL: 1

1977
- All-Star Team del Campionato NASL: 5

1977, 1978, 1979, 1980, 1983
- FIFA World Cup All-Time Team

1994
- Inserito nella FIFA 100

2004
- Inserito nel Dream Team del Pallone d'oro (2020)

### Allenatore

#### Club

##### Competizioni nazionali
- Campionato tedesco: 1

Bayern Monaco: 1993-1994

##### Competizioni internazionali
- Coppa UEFA: 1

Bayern Monaco: 1995-1996

#### Nazionale
- Campionato mondiale: 1

Italia 1990

#### Individuale
- Inserito tra le “Leggende del calcio” del Golden Foot

2010
- UEFA President's Award

2012